# Zack Fair
Pour un article plus général, voir Personnages de Final Fantasy VII.
Zack Fair (ザックス・フェア, Zakkusu Fea) est un personnage du jeu vidéo Final Fantasy VII. Il est le principal protagoniste du jeu Crisis Core: Final Fantasy VII et de l'OAV Last Order: Final Fantasy VII.
Dans Final Fantasy VII, c'est un personnage non jouable et il n'apparaît que tard dans les flashbacks de Cloud Strife. Dans les jeux suivants, Zack apparaît comme un membre de l'organisation paramilitaire SOLDAT, jeune et impulsif, qui sera chargé des missions à l'encontre de l'ex-SOLDAT déserteur, Génésis Rhapsodos. Son parcours au sein de l'organisation lui permettra de découvrir une partie des secrets de son employeur, la corporation ShinRa.
Zack est par ailleurs présent dans le jeu Kingdom Hearts Birth By Sleep. Ainsi que dans le dernier chapitre de Final Fantasy 7 Remake.

## Histoire

### DansCrisis Core
On ne sait rien de son enfance, si ce n'est qu'il est né dans un petit village nommé Gongaga.
Comme beaucoup de jeunes gens, il s'enrôle dans le SOLDAT pour devenir aussi fort et célèbre que le plus célèbre des membres du SOLDAT Première classe de l'époque : Séphiroth. Son jeune âge au début de Crisis Core laisse penser qu'il a rapidement gravi les échelons.
Au début du jeu, il est un talentueux et fougueux SOLDAT de seconde classe, avec pour mentor Angeal, un autre célèbre et grand SOLDAT Première classe et ami de Séphiroth. Le premier n'arrêtera pas de lui répéter de vivre ses rêves et garder son sens de l'honneur. Sa première véritable mission de terrain est une offensive en solo dans un fort du Wutaï (le fort Tamblin), alors que la grande guerre se termine. Il y rencontrera brièvement une jeune ninja au caractère aussi fougueux que lui, Yuffie Cette dernière le défiera et donnera des coups de poing dans le vide jusqu'à ce que Zack, pour lui faire plaisir, s'avoue vaincu. Durant la mission, Angeal disparaît mystérieusement alors que Zack et Séphiroth, qui était venu lui aussi, découvrent des clones de Génésis parmi leurs adversaires.
Quelques jours après la disparition brutale de son mentor, Zack est envoyé enquêter à Banora, village natal d'Angeal avec un Turk nommé Tseng. Après quelques péripéties, Zack découvre que Génésis compte renverser le SOLDAT en volant leurs armes et en modifiant l'ADN des SOLDAT ayant suivi le charismatique guerrier au manteau rouge. Quant à Angeal, le choix de son camp est assez flou, Génésis étant son ami d'enfance mais Zack et Séphiroth étant d'autres amis chers.
Par la suite, Zack est promu Première classe. Il sera alors affecté à diverses missions dans le monde pour contrer les plans de Génésis. Il fera ainsi connaissance avec Cissnei, une jeune recrue des Turks, ainsi qu'un milicien de la ShinRa aspirant à entrer dans le SOLDAT Cloud Strife. Dans sa vie privée, il fréquentera Aerith, une jeune fille des Taudis du Secteur 5 de Midgar qui cultive des fleurs, mais leur relation est difficile à conjuguer avec l'emploi du temps de Zack. C'est pendant une mission à Modeoheim que Zack retrouvera Angeal, qui le poussera à le tuer. Zack héritera alors de l'Épée broyeuse, une arme de famille dont Angeal ne se servait jamais, et d'une cicatrice en croix sur la joue gauche. D'ordinaire fanfaron, Zack deviendra plus posé.
Durant une mission à Nibelheim, Sephiroth découvre par Génésis qu'il est né des expériences menées durant le projet S, et qu'il possède des cellules de Jénova, la Calamité des Cieux, une extraterrestre tombée sur Gaïa il y a 2000 ans. Il s'enferme alors durant une semaine dans les sous-sols du manoir ShinRa et y lit toutes les archives. Zack est impuissant. Quand Sephiroth sort enfin, il est convaincu d'être l'Être élu pour régner sur la Planète. Il massacre le village et y met le feu. Zack est alerté et tente d'arrêter Sephiroth, qui veut libérer Jénova. Le combat tourne vite en faveur de Sephiroth, qui sera finalement mortellement blessé par Cloud.
Quatre ans ont passé quand Zack reprend conscience, enfermé dans le laboratoire souterrain du manoir ShinRa. Cloud et lui ont subi diverses expériences du professeur Hojo, mais Zack s'en sort sans dommages alors que Cloud est gravement intoxiqué au Mako. Ils parviennent cependant à fuir Nibelheim. Avec l'aide de Cissnei et de Lazard Deusericus, ancien directeur du SOLDAT lui aussi atteint par les mutations génétiques de Angeal, il retrouve Génésis dans les ruines de Banora.
Zack meurt finalement sur le chemin de Midgar, après avoir protégé Cloud d'une attaque des soldats de la ShinRa. Il demande à ce dernier de vivre pour lui en devenant son héritage vivant et en lui léguant son épée broyeuse.

### Autres apparitions
Zack a un rôle anecdotique dans Final Fantasy VII, n'apparaissant que dans quelques cinématiques où Cloud se remémore son véritable passé, de l'incendie de Nibelheim jusqu'au début du jeu. L'importance de ce personnage y est donc seulement entraperçue.
À la fin de Final Fantasy VII Advent Children, il réapparaît quelques secondes auprès d'Aerith. Dans la version Complete, une scène supplémentaire a été ajoutée durant laquelle Zack encourage Cloud à asséner le coup de grâce à Sephiroth.
Il obtient un rôle important dans l'OAV Last Order, dans lequel les circonstances entourant les morts de Sephiroth et de Zack sont légèrement modifiées.
Dans Kingdom Hearts : Birth by Sleep, Zack apparaît au Colisée de l'Olympe, lieu où vivent Hercule, Philoctète et le puissant dieu des Enfers, Hadès.

## Réutilisation commerciale et réception critique
L'image de Zack a été réutilisée dans la commercialisation d'objets promotionnels, comme des figurines, ou des illustrations sur les canettes de boissons Final Fantasy VII 10th Anniversary Potion,. L'avis des critiques sur le personnage de Zack a été généralement positif. Sur le site IGN, il atteint la sixième place du Final Fantasy VII: Top 10 Characters, l'auteur Dave Smith note que « sa scène de salut final dans Crisis Core est à peu près aussi épique que ce qu'il fait dans le jeu vidéo. » Jim Sterling, sur le site GamesRadar+, décrit Zack comme l'un des personnages masculins les plus attirant sexuellement, en commentant sa personnalité et son look. PALGN (no) décrit Zack comme un personnage à part dans la série, étant passé des quelques apparitions dans les histoires personnelles, au statut de protagoniste avec la sortie de Crisis Core, le joueur en apprend ainsi plus sur sa personne et ses relations avec Aeris et Cloud. De façon similaire, Ben Dutka de PSXextreme a déclaré que seuls des joueurs avec « une mémoire à moitié bonne » et une « mentalité de hardcore gamer » serait en mesure de se souvenir du personnage de Zack en jouant au premier jeu. RPGFan a fait des commentaires du même genre en disant qu'en jouant Crisis Core, les joueurs en apprendront un peu sur l'histoire de Zack. Dave McCarthy de IGN UK note comment le rôle de Zack évolue au fur et à mesure de la Compilation of Final Fantasy VII, au point qu'il obtienne son propre jeu.
Quand Ayaka a fini la chanson Why pour Crisis Core, elle a déclaré vouloir l'envoyer avec le destin de Zack « dans le cœur de beaucoup de personnes. »
En février 2010, les lecteurs de Famitsu élisent Zack comme le trente-septième des personnages de jeux vidéo les plus populaires.
Le rôle de Zack dans Crisis Core a également reçu de bonnes critiques. Ryan Clements de IGN a apprécie son développement, particulièrement ses relations avec les autres personnages principaux. Jeremy Parish du site 1UP.com est d'accord avec Clements, en soulignant que l'histoire de Zack contraste avec d'autres scénarios de RPG et la définit comme « le cœur du jeu. »
Kevin VanOrd de GameSpot qualifie Zack de « héros apprécié et complexe » et qu'il « transcende l'habituel héroïsme du type à la coupe en pics et sa rage adolescente avec une maturité peu commune qui se développe pendant le jeu. » Niall Rough de Acegamez est d'accord avec VanOrd en disant que Zack est un personnage plus intéressant que Cloud, appréciant sa personnalité et d'autres traits de caractère.
Gerald Villoria de GameSpy décrit Zack comme le « Roi des types bien », en ajoutant que même s'il peut être « un personnage qui mériterait d'être détesté si vous êtes du genre blasé qui se moque du schéma typique d'un Final Fantasy », les joueurs qui n'aiment pas viendrait à l'apprécier.
Chris Buffa de GameDaily dit que l'inclusion de Zack dans Crisis Core est un des points que les joueurs apprécieront le plus, décrivant le personnage comme « un héros aimable ». Zack est aussi décrit comme un « protagoniste attachant » par Game Revolution qui précise que si le personnage évolue dans le jeu, il conserve malgré tout son attitude amicale. Comme d'autres testeurs, RPGamer le voit comme ayant « l'âme et l'attitude d'un héros de Final Fantasy » par ses conflits intérieurs malgré « sa coiffure artistique et ses réparties moqueuses envers les monstres. »
IGN UK fait des commentaires mitigés sur le personnage, comme sa personnalité parfois énervante, qui sert à contraster avec les attitudes sérieuses adoptées par les autres personnages principaux. Bien que Simon Parkin de Eurogamer trouve qu'étrangement, Zack et Cloud se ressemblent beaucoup physiquement, il ajoute que « ce fan service ne fait pas un faux-pas jusqu'à ce qu'il [Zack] mette la main à la poche, sorte son téléphone mobile et parle. » Il salue aussi la voix anglaise de Zack pour son travail d'interprétation, notant « son évolution et son développement au fil des 15 heures de jeu. » Des commentaires similaires viennent de Wesley Yin-Poole du site VideoGamer.com qui l'appelle « jumeau de Cloud en tout sauf dans la couleur de cheveux » et se plaint de sa personnalité parfois « énervante » durant la première moitié du jeu. Destructoid soutient, en prévenant les joueurs qu'ils ne doivent pas espérer l'apprécier s'ils n'aiment pas « les ados prétentieux » et vont même jusqu'à le décrire comme « une grande gueule énervante », et le trouvant plus calme dans la courte cinématique de Final Fantasy VII.
IGN AU est d'accord avec Parkin, trouvant le travail de Gomez « très appréciable. ». D'un autre côté, Gameplanet critique la voix de Zack, la trouvant plus immature qu'ils ne pouvaient l'espérer bien qu'ils le trouvent plus jeunes que dans les titres précédents. AJ Glasser de GamesRadar+ estime que la façon dont Zack obtient l'Épée broyeuse avant de la léguer à Cloud est la « raison d'être ultime » de Crisis Core, ajoutant néanmoins que savoir qu'il va mourir à la fin est une bonne raison de détester.